# Бешнов, Георгий Степанович
Георгий Степанович Бешнов (5 февраля 1915 год, хутор Большой, Михайловский район, Волгоградская область — 1 июля 1976 год, Михайловка) — капитан Рабоче-крестьянской Красной Армии (РККА), участник Великой Отечественной войны, Герой Советского Союза (1945).

## Биография
Георгий Бешнов родился 5 февраля 1915 года на хутор Большой (ныне — Михайловский район Волгоградской области) в крестьянской семье. Получил неполное среднее образование, работал на хуторе. В 1940 году вступил в ВКП(б). В сентябре 1941 года был призван на службу в Рабоче-крестьянскую Красную Армию. В 1941 году окончил курсы младших лейтенантов. С января 1942 года — на фронтах Великой Отечественной войны. К ноябрю 1944 года капитан Бешнов командовал батальоном 360-го стрелкового полка 74-й стрелковой дивизии 57-й армии 3-го Украинского фронта. Отличился во время освобождения Югославии.
7 ноября 1944 года батальон Бешнова форсировал Дунай в районе югославского города Апатии и штурмом овладел островом. 12 ноября батальон отразил несколько вражеских контратак, Бешнов трижды водил батальон в атаку.
Указом Президиума Верховного Совета СССР от 24 марта 1945 года капитан Георгий Бешнов был удостоен высокого звания Героя Советского Союза с вручением ордена Ленина и медали «Золотая Звезда».
После окончания войны Бешнов был уволен в запас. Работал на заводе в городе Михайловка Волгоградской области. Умер 1 июля 1976 года.
Был также награждён орденами Отечественной войны 2-й степени, Красной Звезды и рядом медалей.